# Ковтун-Станкевич Андрій Гнатович
Ковтун-Станкевич Андрій Гнатович (рос. Андрей Игнатьевич Ковтун-Станкевич; нар. 10 жовтня 1900, Кролевець Чернігівської губернії Російської імперії — † 31 серпня 1986, Сімферополь, УРСР) — радянський воєначальник, генерал-майор.

## Біографія
Народився у 1900 році у м. Кролевець (сучасна Сумська область). У 1919 р. добровільно вступив до лав Червоної Армії. Брав участь у Громадянській війні у складі 44-ї стрілецької дивізії, потім у кінному полку 1-ї бригади Червоного козацтва під командуванням В. М. Примакова. Був поранений. Після Громадянської війни залишився в армії. У 1927 році був демобілізований з посади начальника штабу полку.
Після звільнення із Червоної Армії був завідувачем риболовецьких господарств на Азовському морі та Далекому Сході. У 1934—1936 роках був директором Пирятинської МТС (Полтавська область).
З початком Другої світової війни добився свого повернення у Збройні сили СРСР. У 1940 р. у званні капітана був направлений у 25-ту стрілецьку дивізію.

## Участь у німецько-радянській війні
А. Г. Ковтун-Станкевич був учасником обороні Одеси й Севастополя.
На початку війни він обіймав посаду начальника розвідувального відділення штабу 25-ї стрілецької дивізії. Вночі 28 серпня, знаходячись у 287-му полку дивізії замінив командира полку С. І. Султан-Галієва. Пізніше Ковтун-Станкевич став начальником штаба дивізії.
Під час оборони Севастополя був начальником Оперативного відділу штаба Окремої Приморської армії.
Потім обіймав посади: З 23.12.1942 — заступник начальника штабу 46-ї армії. З 28.11.1943 по 31.01.1945 та з 14.03.1945 по 11.05.1945 — командир 297-ї стрілецької Слов'янської дивізії. За участь у визволенні Міста Кіровоград дивізії, яку очолював А. Г. Ковтун-Станкевич, було присвоєно почесне найменування «Кіровоградська». 20 квітня 1945 р. йому було присвоєно звання «генерал-майор».
Війська під командуванням А. Г. Ковтуна-Станкевича брали участь в обороні Одеси та Севастополя; у визволенні Півдня України, Румунії, Угорщини, Австрії, Чехословаччини. Його 297-ма стрілецька дивізія брала участь у штурмі Будапешту й Відня.
Після закінчення війни у Європі генерал-майор Ковтун-Станкевич брав участь у бойових діях проти Японії. Після поразки Японії був призначений комендантом міст Мукден (1945—1946 рр.), Харбін (1946 р.). В 1948—1949 рр. командував 100-ю гвардійською повітряно-десантною дивізією.

## Мирна доба
Вийшовши у відставку, А. Г. Ковтун-Станкевич вів плідну роботу з військово-патріотичного виховання молоді. Помер у 1986 році.

## Нагороди
- 2 ордени Червоного Прапора (10.02.1942, 30.06.1942)
- 2 ордена Суворова 2-го ступеня (22.02.1944, 28.04.1945)
- Орден Кутузова 2 ступеня (31.08.1945)
- Орден Богдана Хмельницького 2-го ступеня (01.11.1943)
- Орден Вітчизняної війни 1 ступеня (1985)
  - медалі

## Мемуари
- (рос.) Ковтун-Станкевич А. И. Комендант Мукдена // На китайской земле. М., 1974. С. 345—371.
- (рос.) Ковтун-Станкевич А. И. В направлении первого удара // Огненные дни Севастополя. — Симферополь: Таврия, 1978. — С. 61—70.
- (рос.) Ковтун-Станкевич А. И. Румынские записки [Текст] / А. И. Ковтун-Станкевич; публ. А. А. Демина // Военно-исторический журнал. — 2008. — № 7. — С. 50—55.
- (рос.) Ковтун-Станкевич А. И. Венгерские записки [Текст] / А. И. Ковтун-Станкевич ; публ. А. А. Демина // Военно-исторический журнал. — 2008. — № 12. — С. 66—69.